# Strijkkwartetten van Dvořák

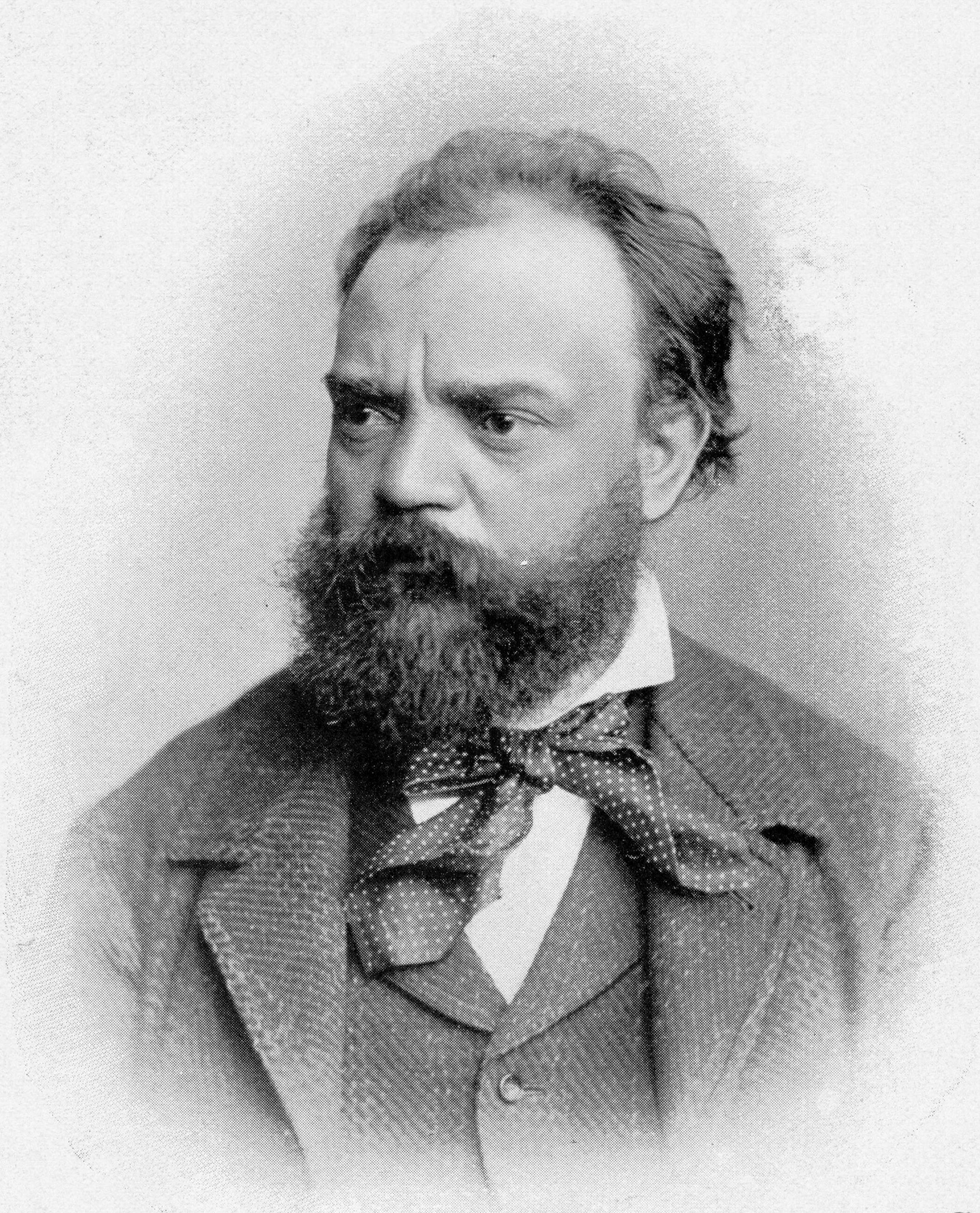
Antonín Dvořák

Dvořák heeft ruim dertig jaar aan het genre strijkkwartet bijgedragen. Hij is een van de componisten, wier ontwikkeling zich laat illustreren met hun oeuvre aan strijkkwartetten. De verschillende fasen van zijn ontwikkeling zijn het onderwerp van dit Strijkkwartetten Dvořák overzicht. De achtergronden worden verder bij de afzonderlijke kwartetten toegelicht.

## Overzicht

### De grote strijkkwartetten
De kern van het oeuvre aan strijkkwartetten zijn de zeven laatste strijkkwartetten, die stuk voor stuk meesterwerken zijn. Bepaald populair is - op zich al ongewoon voor een strijkkwartet - het "Amerikaans" strijkkwartet. Op zich is dit kwartet - met zijn pentatonische motieven - niet karakteristiek voor Dvořák's oeuvre. Vergeleken daarmee zijn - veel minder bekend - de kwartetten met nummer  13 en  14 van toch weer verder ontwikkelde geacheveerdheid.
Voor verdere details zie Overzicht in trefwoorden

### Naar een eigen stijl
Er is een totale breuk qua stijl met zijn eerdere kwartetten. Er zijn veel vroege werken vernietigd. Dat blijkt ook uit de opusnummering: ooit had het kwartet in f opus nummer 23. Later werd het opus 10 en toen er noch een werk vernietigd was uiteindelijk opus 9.
Dvořáks stijl van componeren is na de aftastende experimentele kwartetten trefzeker en persoonlijker geworden. Het werk bevat géén spoor meer van invloeden van Liszt of Wagner, zoals in de eerdere kwartetten. Ook bespeurt men hier de latere "slavische" kleuring, zie beginthema van het eerste deel; het middendeel in 2/4 maat van het 3e deel; en de dansante vaart van de finale. Er zijn anders dan in zijn "leerperiode" geen lange lijnen a la Wagner, maar korte contrasterende motieven, in een afwisseling van snelle muzikanteske contrasten.

### Vroege strijkkwartetten en Wagnerinvloed
Werkzaam als altist onder o.a. Smetana en in een omgeving waar de Neudeutsche Schule (Wagner; Liszt) vereerd werd, probeerde Dvořák voet aan de grond te krijgen als componist, ook in de kamermuziek. Bijna alle werken uit deze periode zijn door Dvořák vernietigd. Ze bestaan uitsluitend als reconstructie vanuit losse overgeleverde partijen.
Los hiervan staat opus 2. Dit werk werd door Dvořák 26 jaar na dato volledig gereviseerd. In dit eerste kwartet is nog geen enkele invloed van Wagner te bespeuren en is een muzikantesk werk dat vooral op Schubert geïnspireerd lijkt. De Dvořák heeft vooral door coupures aan te brengen dat werk in 1888 effectiever gemaakt, toen hij op het hoogtepunt van zijn roem stond.

## Nummering
De opusnummers worden gecompliceerd, doordat Dvořák met name in 1873 in samenhang met een breuk in zijn stijl een groot aantal partituren heeft vernietigd. Enkele kwartetten zijn toch bekend, omdat ze aan de hand van losse partijen konden worden gereconstrueerd of omdat Dvořák het kwartet in gereviseerde vorm uitgaf. Burghauser heeft naast een reconstructie van het zesde strijkkwartet, een gezaghebbend overzicht gemaakt, waarin alle werken van Dvořák (en hun verschillende versies) in de juiste volgorde zijn geplaatst.
Een curieus voorbeeld van inconsequentie is opus 80. Oorspronkelijk had dat het opusnummr 27 van Dvořák gekregen. De uitgever wilde het strijkkwartet wel uitgeven, maar dan moest het een voor dat moment recent werk lijken. Zeer tegen de zin van Dvořák werd het opusnummer toen verhoogd naar opus 80.

## Overzicht in trefwoorden
| 1865-1870 Vroege strijkkwartetten en Wagnerinvloed | 1865-1870 Vroege strijkkwartetten en Wagnerinvloed | 1865-1870 Vroege strijkkwartetten en Wagnerinvloed | 1865-1870 Vroege strijkkwartetten en Wagnerinvloed                                                   | 1865-1870 Vroege strijkkwartetten en Wagnerinvloed | 1865-1870 Vroege strijkkwartetten en Wagnerinvloed | 1865-1870 Vroege strijkkwartetten en Wagnerinvloed |
| Opus                                               | Burgh.                                             | Titel                                              | Commentaar                                                                                           | Manuscript                                         | Compositiedatum                                    | Première                                           |
| -------------------------------------------------- | -------------------------------------------------- | -------------------------------------------------- | --- | -------------------------------------------------- | -------------------------------------------------- | -------------------------------------------------- |
| 2                                                  | 8                                                  | Strijkkwartet nr. 1 in A                           | Bij einde van zijn opleiding. Door hem als gelauwerd en gerijpt componist sterk ingekort en herzien. | ja, gereviseerd (1888)                             | maart 1862                                         | 1888                                               |
| --                                                 | 17                                                 | Strijkkwartet nr. 2 in Bes                         | reconstructie van losse partijen                                                                     | vernietigd                                         | ?                                                  |                                                    |
| --                                                 | 18                                                 | Strijkkwartet nr. 3 in D                           | reconstructie van losse partijen                                                                     | vernietigd                                         | ?                                                  | 1964 uitgegeven                                    |
| --                                                 | 19                                                 | Strijkkwartet nr. 4 in e                           | reconstructie van losse partijen                                                                     | vernietigd                                         | 1870                                               | 1968 uitgegeven                                    |

| 1873-1877 Loslaten van Wagner. | 1873-1877 Loslaten van Wagner. | 1873-1877 Loslaten van Wagner. | 1873-1877 Loslaten van Wagner.                                                        | 1873-1877 Loslaten van Wagner. | 1873-1877 Loslaten van Wagner. | 1873-1877 Loslaten van Wagner.      |
| Opus                           | Burgh.                         | Titel                          | Commentaar                                                                            | Manuscript                     | Compositiedatum                | Première                            |
| ------------------------------ | ------------------------------ | ------------------------------ | ------------------------------------------------------------------------------------- | ------------------------------ | ------------------------------ | ----------------------------------- |
| 9                              | 37                             | Strijkkwartet nr. 5 in f       | Door Bennewitz geweigerd "bij gebreke van kwartetstijl"                               | ja                             | september-oktober 1873         | 11 januari 1930                     |
| 12                             | 40                             | Strijkkwartet nr. 6 in a       | Direct gevolgd door (onvolledige) revisie en laten vervallen van Andante appassionato | beide onbruikbaar              | Origin.: 1873. Rev: 1874       | 1980: reconstructie door Burghauser |
| 16                             | 45                             | Strijkkwartet nr. 7 in a       | hercomponeren opus 12. Het eerste gedrukte strijkkwartet van (Dvořák)                 | ja                             | september 1874                 | 29 december 1878                    |

| 1878-1895 De zeven "grote" kwartetten | 1878-1895 De zeven "grote" kwartetten | 1878-1895 De zeven "grote" kwartetten | 1878-1895 De zeven "grote" kwartetten                                                                      | 1878-1895 De zeven "grote" kwartetten | 1878-1895 De zeven "grote" kwartetten | 1878-1895 De zeven "grote" kwartetten |
| Opus                                  | Burgh.                                | Titel                                 | Commentaar                                                                                                 | Manuscript                            | Compositiedatum                       | Première                              |
| ------------------------------------- | ------------------------------------- | ------------------------------------- | --- | ------------------------------------- | ------------------------------------- | ------------------------------------- |
| 80                                    | 57                                    | Strijkkwartet nr. 8 in E              | Nieuw opusnummer bij eerste uitgave (1890). Eerste van de zeven "grote" strijkkwartetten.                  | ja                                    | januari - februari 1876               | 2 februari 1889                       |
| 34                                    | 75                                    | Strijkkwartet nr. 9 in d              | aan Brahms opgedragen                                                                                      | revisie in 1879                       | december 1877                         | 27 februari 1882                      |
| 51                                    | 92                                    | Strijkkwartet nr. 10 in Es            | "Slavisches" Snel zeer populair. Ook door het succes van de Slavische dansen.                              | ja                                    | 25 december 1878 - 28 maart 1879      | 17 december 1879                      |
| 61                                    | 121                                   | Strijkkwartet nr. 11 in C             | Opdracht voor Wenen. Echter première in Berlijn. Qua stijl vaak met Beethoven te associëren                | ja                                    | 25 oktober - 10 november 1881         | 1 november 1882                       |
| 96                                    | 179                                   | Strijkkwartet nr. 12 in F             | "Het Amerikaanse" Veruit bekendste strijkkwartet. "Indiaans karakter" (pentatonische motieven)             | ja                                    | 8-23 juni 1893                        | 1 januari 1894                        |
| 106                                   | 192                                   | Strijkkwartet nr. 13 in G groot       | Vormt samen met nr 14 het hoogtepunt in compositorisch kunnen ten aanzien van het strijkkwartet van Dvořák | ja                                    | 11 november - 9 december 1895         | 9 oktober 1896                        |
| 105                                   | 193                                   | Strijkkwartet nr. 14 in As groot      | Vormt samen met nr 13 het hoogtepunt in compositorisch kunnen ten aanzien van het strijkkwartet van Dvořák | ja                                    | 26 maart - 30 december 1895           | 10 november 1897                      |
| --                                    | 152                                   | Strijkkwartet Cipressen               | naar liederencyclus uit 1865                                                                               | ja                                    | 21 april - 21 mei 1887                | 6 januari 1888                        |

nr. 1 A · nr. 2 B · nr. 3 D · nr. 4 e · nr. 5 f · nr. 6 a · nr. 7 a · nr. 8 E · nr. 9 d · nr. 10 Es · nr. 11 C · nr. 12 F (Amerikaans) · nr. 13 G · nr. 14 As · Cipressen